# Wiedersehen in Monte Carlo
Wiedersehen in Monte Carlo ist eine US-amerikanische Filmbiografie aus dem Jahr 1953 von Lewis Milestone. Der Film, von United Artists in den Verleih gebracht, behandelt in fiktionaler Weise das Leben der australischen Opernsängerin Dame Nellie Melba (1861–1931).

## Handlung
In den späten 1890er Jahren wird die berühmte Opernsängerin Nellie Melba eingeladen, für Königin Victoria auf Windsor Castle zu singen. Ihre erste Liedauswahl, „Comin' Thro' the Rye“, weckt Erinnerungen an ihre Kindheit auf einer Rinderfarm in der Nähe von Melbourne in Australien.
Thomas Mitchell, Nellies Vater, hat ihr ein Gesangsstudium in Paris ermöglicht. Am Tag ihrer Abreise werden in der kleinen Kirche, in der sie Solistin war, Gebete für ihr Glück und ihren Erfolg gesprochen. Am Bahnhof ist ihr Freund Charles Armstrong sehr verärgert, dass sie ihn verlässt. In Paris trifft Nellie nach einer Verwechslung in ihrer Unterkunft, wo sie verdächtigt wird, eine Prostituierte zu sein, den Engländer Eric Walton, einen jungen Lebemann, der sie zum Abendessen einlädt. Im Restaurant singt Nellie eine Opernarie für die Gäste. Eric erkennt, dass sie eine großartige Sängerin werden könnte, und schlägt ihr vor, bei der legendären Gesangslehrerin Madame Mathilde Marchesi zu studieren. Da Madame Marchesi im Ruhestand ist und ärztliche Pflege benötigt, sorgt Eric dafür, dass Nellie während eines Ausflugs in einen Park ihren Rollstuhl schiebt. Schließlich kann Nellie für sie vorsingen. Trotz ihrer Krankheit beschließt Marchesi, Nellie zu unterrichten, und sie beginnen eine sehr intensive, sehr strenge Unterrichtsreihe. 
Eines Tages besucht Eric Marchesis Haus zusammen mit Paul Brotha, dem Direktor der Brüsseler Oper, der unangekündigt zuhört, wie Nellie singt. Brotha möchte sie für eine Aufführung engagieren, aber da Marchesi Nellie noch nicht erlaubt, öffentlich zu singen, entwickeln Brotha und Nellie einen Plan, nach dem sie einen Abend lang singt und dann nach Paris zurückkehrt, ohne dass Marchesi davon erfährt. Sie wählen den Künstlernamen Melba, abgeleitet von Melbourne, und Nellie debütiert als „Gilda“ in Rigoletto und wird gut aufgenommen. Nach ihrer Rückkehr nach Paris übt Marchesi endlose Stimmlagen mit ihr und verrät ihr, dass sie von ihrem Debüt weiß und sich sehr für sie freut. Marchesi arrangiert einen Auftritt in Lucia di Lammermoor im berühmten Covent Garden Opera House in London. Cesar Carlton, der aristokratische Besitzer des Londoner Hotels, in dem sie wohnt, heißt Nellie willkommen und führt sie ins Opernhaus, lässt sie dann aber auf der leeren Bühne zurück. Als sie dort steht, wo alle großen Sänger gestanden haben, stellt sie sich vor, wie sie auftreten: Giulia Grisi, Jean Lassalle, Charles Santley, Adelina Patti und die Balletttänzer der Familie Taglioni. Später erzählt Cesar ihr, dass er nach ihrer Premiere eine Party zu ihren Ehren geben wird. In der Aufregung über ihr überaus erfolgreiches Debüt vergisst sie jedoch Cesars Party und geht mit Eric zum Abendessen. Cesar ist wütend auf sie, da halb London auf der Party auf sie wartete, vergibt ihr aber schließlich und küsst sie. 
Nach Auftritten in Paris tritt Nellie in Monte Carlo auf und genießt die Aufmerksamkeit von Eric und Cesar. Eric arrangiert für sie ein Treffen mit dem amerikanischen Impresario Oscar Hammerstein I, der sie einlädt, seiner Manhattan Opera Company beizutreten, mit der er versucht, das Monopol der Metropolitan Opera zu brechen. Doch Charles, Nellies ehemaliger Liebhaber und jetzt ein sehr erfolgreicher Viehzüchter, überrascht sie in Monte Carlo. Sie heiraten sofort, auf ihrer Hochzeitsreise versucht Charles, seine Interessen in Australien zu verwalten, während er mit den Anforderungen der Karriere seiner Frau zurechtkommt. Nach Auftritten in Mailand und St. Petersburg kehren sie nach Monte Carlo zurück, wo Hammerstein Charles mitteilt, dass Nellie seinen Vertrag abgelehnt hat und ihre Karriere aufgeben will, um nach Australien zurückzukehren. Hammerstein bittet Charles um Erlaubnis, sie zum Weitersingen zu überreden. In London wird Charles jedoch von Reportern verärgert, die ihn als „Mr. Melba“ betiteln. Obwohl Nellie erfährt, dass Charles nach Australien zurückkehren will, überzeugt Hammerstein sie, dass sie ihre Karriere fortsetzen muss. Nachdem sie und Charles freundschaftlich auf ihre bevorstehende Eroberung von New York anstoßen, lässt ihn eine untröstliche Nellie gehen. Nellie bricht nach Covent Garden auf, wo sie eine Aufführung von Roméo et Juliette besucht. 
Zurück auf Windsor Castle erzählt Königin Victoria Nellie, wie sehr sie es genossen hat, mit ihrem verstorbenen Ehemann Musik zu hören, und wie schwierig es ist, weiterzumachen, wenn nur die Einsamkeit bleibt, fügt aber hinzu, dass es größere Verpflichtungen gibt als sich selbst gegenüber. Nellie versteht, was die Königin sagt, und singt erneut für sie.

## Hintergrund
Gedreht wurde der Film ab September 1952 in den Nettlefold-Studios in Walton-on-Thames im Vereinigten Königreich.
Andrej Andrejew war für das Szenenbild zuständig.

## Musik
Unter der Leitung von Warwick Braithwaite wurden folgende Arien gespielt:
- O luce di quest'anima aus der Oper Linda di Chamounix von Gaetano Donizetti, Libretto von Gaetano Rossi
- Caro nome aus der Oper Rigoletto von Giuseppe Verdi, Libretto von Francesco Maria Piave
- Il dolce suono aus der Oper Lucia di Lammermoor von Gaetano Donizetti, Libretto von Salvadore Cammarano
- Chacun le sait aus der Oper La fille du régiment von Gaetano Donizetti, Libretto von Jean-François Bayard und Jules-Henri Vernoy de Saint-Georges
- Una voce poco fa aus der Oper Il barbiere di Siviglia von Gioachino Rossini, Libretto von Cesare Sterbini
- O soave faniculla aus der Oper La Bohème von Giacomo Puccini, Libretto von Luigi Illica und Giuseppe Giacosa
- Voi che sapete che cosa è amor aus der Oper Le nozze di Figaro von Wolfgang Amadeus Mozart, Libretto von Lorenzo Da Ponte
- Arie aus der Oper Faust von Charles Gounod, Libretto von Jules Barbier und Michel Carré
- Vissi d’arte aus der Oper Tosca von Giacomo Puccini, Libretto von Giuseppe Giacosa und Luigi Illica
- Libiamo ne’ lieti calici aus der Oper La traviata von Giuseppe Verdi, Libretto von Francesco Maria Piave
- O pur bonheur aus der Oper Roméo et Juliette von Charles Gounod, Libretto von Jules Barnier und Michel Carré

Hinzu kamen folgende Lieder:
- Comin’ Thro’ the Rye von Robert Burns
- Ave Maria von Johann Sebastian Bach und Charles Gounod
- Serenade von Charles Gounod
- Auf Flügeln des Gesanges von Felix Mendelssohn Bartholdy
- Dreamtime von Mischa Spoliansky und Norman Newell
- Ballettmusik Segovia aus der Oper Robert le diable von Giacomo Meyerbeer

## Veröffentlichung
Die Premiere des Films fand am 24. Juni 1953 in New York statt. In der Bundesrepublik Deutschland kam er am 18. Januar 1955 in die Kinos.

## Kritiken
Bosley Crowther von der The New York Times befand, der Film bestehe im Wesentlichen aus einem Lied nach dem anderen. Obwohl diese gewaltige Mélange mächtiger Musik auf übertriebene und willkürliche Weise zusammengewürfelt wurde, stelle sie die dürftige Rettung des Films dar. Die Märchengeschichte einer Opernsängerin, die Harry Kurnitz zusammengestellt hat, sei eine reine Beleidigung für den Geschmack und die Leichtgläubigkeit eines durchschnittlichen Dummkopfs und sie sei mit wenig mehr Sinn zusammengestellt und gespielt.
Positiv äußerte sich dagegen Margaret Bean in der Zeitung The Spokesman-Review. Der Film sei ein würdiger Höhepunkt von Patrice Munsels spektakulärer Opern- und Konzertkarriere. Von den vielen Filmen, die versuchten, Opern für dir Leinwand zu adaptieren, sei dieser der beste. Zwar sei der Film weitgehend sentimental aber ansprechend. Obwohl die Handlung nicht dem Leben von Nellie Melba folge, suggeriere sie deren Ruhm und Glamour und fessele das Publikum völlig.
Der Kritiker des TV Guide schrieb, dass Opernfans den Gesang genießen werden, es sonst aber hier nicht viel gebe, auch wenn der Film schön produziert sei und Patrice Munsel hervorragend singe.
Das Lexikon des internationalen Films schrieb: „Mehr Künstlerklischee als Biografie, dank einiger Gesangspartien aus klassischen Opern aber recht unterhaltsam.“